# Radomir Vasilevskij
Radomir Vasilevskij (russisk: Радомир Борисович Василевский) (født 27. september 1930 i Tjeljabinsk i Sovjetunionen, død 10. februar 1998 i Odessa i Ukraine) var en sovjetisk filminstruktør og skuespiller.

## Filmografi
- Rok-n-roll dlja pritsess (Рок-н-ролл для принцесс, 1991)[1][2]